# Premi de teatre Ciutat d'Alzira Palanca i Roca
El Premi de teatre Ciutat d'Alzira Palanca i Roca és un premi convocat per la Mancomunitat de la Ribera Alta i l'Ajuntament d'Alzira en col·laboració amb Edicions Bromera, dins del grup de Premis Literaris Ciutat d'Alzira i que s'atorga des de 2006. Duu el nom del dramaturg d'Alzira Francesc Palanca i Roca.
S'hi poden presentar obres de teatre escrites en valencià. El premi té una dotació econòmica que l'any 2021 va ser de 6.000 € i els guanyadors reben un trofeu dissenyat per Manuel Boix. L'editorial Bromera s'encarrega de publicar l'obra premiada.

## Lista dels premiats[4]
- 2006 Combustió de Roberto García
- 2007 desert
- 2008 Natura morta de Jordi Faura
- 2009 Mans quietes! de Piti Español
- 2010 La nit de glòria d'AM de Miquel Àngel Vidal
- 2011 Iceberg de Paco Romeu
- 2012 desert
- 2013 M'esperaràs? de Carles Alberola
- 2014 Un lloc comú de Joan Yago[5]
- 2015 Saqueig de Xavier Puchades
- 2016 Una família normal de Marta Buchaca
- 2017 Acompanya'm en la nit de Pepa Juan
- 2018 Okupes particulars de Toni Cabré
- 2019 Perquè t’estime, que si no... de Carles Alberola
- 2020 Anar a Saturn i tornar de Marta Barceló[6]
- 2021 Franz i Màrion, 2019 de Marta Moreno Pizarro[7]
- 2022 Carn humana, de Josep Julien[8]